# Colophon stokoei
Colophon stokoei é uma espécie de escaravelho da família Lucanidae.
É endémica da África do Sul.